# Саласар, Сантьяго
Сантья́го Робе́рто Саласа́р Пе́нья (исп. Santiago Roberto Salazar Peña; род. 2 ноября 1974, Лима) — перуанский футболист, выступавший на позиции защитника.

## Клубная карьера
Сантьяго Саласар начал свою профессиональную карьеру футболиста в перуанском клубе «Спорт Бойз» в 1996 году, в нём он же её и закончил в 2012 году. Саласар успел также поиграть за перуанские команды «Спортинг Кристал», «Универсидад Сан-Мартин», «Альянса Лима», «Универсидад Сесар Вальехо», «Хосе Гальвес», катарский «Эш-Шамаль» и турецкий «Трабзонспор».
В турецкой Суперлиге Саласар дебютировал 10 августа 2001 года, в гостевом поединке против «Бешикташа». На 66-й минуте этого матча он был удалён, что однако не помешало его команде вырвать в концовке победу.

## Статистика выступлений

### Клубная
| Команда                   | Сезон            | Чемпионат        | Чемпионат | Чемпионат | Кубок | Кубок | Прочее | Прочее | Итого | Итого |
| Команда                   | Сезон            | Уров.            | Игры      | Голы      | Игры  | Голы  | Игры   | Голы   | Игры  | Голы  |
| ------------------------- | ---------------- | ---------------- | --------- | --------- | ----- | ----- | ------ | ------ | ----- | ----- |
| Спорт Бойз                | 1996             | I                | 5         | 0         | ?     | ?     | ?      | ?      | ?     | ?     |
| Спорт Бойз                | 1997             | I                | 15        | 1         | ?     | ?     | ?      | ?      | ?     | ?     |
| Спорт Бойз                | 1998             | I                | 41        | 1         | ?     | ?     | ?      | ?      | ?     | ?     |
| Спорт Бойз                | Итого            | Итого            | 61        | 2         | ?     | ?     | ?      | ?      | ?     | ?     |
| Спортинг Кристал          | 1999             | I                | 32        | 0         | ?     | ?     | ?      | ?      | ?     | ?     |
| Спортинг Кристал          | 2000             | I                | 18        | 1         | ?     | ?     | ?      | ?      | ?     | ?     |
| Спортинг Кристал          | 2001             | I                | 15        | 0         | ?     | ?     | ?      | ?      | ?     | ?     |
| Спортинг Кристал          | Итого            | Итого            | 65        | 1         | ?     | ?     | ?      | ?      | ?     | ?     |
| Трабзонспор               | 2001/02          | I                | 6         | 0         | 1     | 0     | 0      | 0      | 7     | 0     |
| Спорт Бойз                | 2003             | I                | 30        | 2         | ?     | ?     | ?      | ?      | ?     | ?     |
| Универсидад Сан-Мартин    | 2004             | I                | 38        | 0         | ?     | ?     | ?      | ?      | ?     | ?     |
| Универсидад Сан-Мартин    | 2005             | I                | 19        | 0         | ?     | ?     | ?      | ?      | ?     | ?     |
| Универсидад Сан-Мартин    | Итого            | Итого            | 57        | 0         | ?     | ?     | ?      | ?      | ?     | ?     |
| Эш-Шамаль                 | 2005/06          | I                | ?         | ?         | ?     | ?     | ?      | ?      | ?     | ?     |
| Альянса Лима              | 2006             | I                | 37        | 0         | ?     | ?     | ?      | ?      | ?     | ?     |
| Альянса Лима              | 2007             | I                | 29        | 0         | ?     | ?     | ?      | ?      | ?     | ?     |
| Альянса Лима              | 2008             | I                | 16        | 0         | ?     | ?     | ?      | ?      | ?     | ?     |
| Альянса Лима              | Итого            | Итого            | 82        | 0         | ?     | ?     | ?      | ?      | ?     | ?     |
| Универсидад Сесар Вальехо | 2009             | I                | 18        | 0         | ?     | ?     | ?      | ?      | ?     | ?     |
| Хосе Гальвес              | 2010             | I                | 29        | 1         | ?     | ?     | ?      | ?      | ?     | ?     |
| Спорт Бойз                | 2011             | I                | 2         | 0         | ?     | ?     | ?      | ?      | ?     | ?     |
| Спорт Бойз                | 2012             | I                | 18        | 0         | ?     | ?     | ?      | ?      | ?     | ?     |
| Спорт Бойз                | Итого            | Итого            | 20        | 0         | ?     | ?     | ?      | ?      | ?     | ?     |
| Всего за карьеру          | Всего за карьеру | Всего за карьеру | ?         | ?         | ?     | ?     | ?      | ?      | ?     | ?     |

Источники:
- Статистика выступлений взята с national-football-teams.com, mackolik.com

### В сборной
| Матчи и голы Сантьяго Саласара за сборную Перу | Матчи и голы Сантьяго Саласара за сборную Перу | Матчи и голы Сантьяго Саласара за сборную Перу | Матчи и голы Сантьяго Саласара за сборную Перу | Матчи и голы Сантьяго Саласара за сборную Перу | Матчи и голы Сантьяго Саласара за сборную Перу | Матчи и голы Сантьяго Саласара за сборную Перу |
| №                                              | Дата                                           | Место проведения                               | Соперник                                       | Счёт                                           | Голы                                           | Соревнование                                   |
| ---------------------------------------------- | ---------------------------------------------- | ---------------------------------------------- | ---------------------------------------------- | ---------------------------------------------- | ---------------------------------------------- | ---------------------------------------------- |
| 1                                              | 15 апреля 1998                                 | ?, Лос-Анджелес                                | Мексика                                        | 0:1                                            | —                                              | Товарищеский матч                              |
| 2                                              | 10 октября 1998                                | Филипс, Эйндховен                              | Нидерланды                                     | 0:2                                            | —                                              | Товарищеский матч                              |
| 3                                              | 10 февраля 1999                                | Национальный стадион, Лима                     | Эквадор                                        | 1:2                                            | —                                              | Товарищеский матч                              |
| 4                                              | 18 февраля 1999                                | Исидро Ромеро Карбо, Гуаякиль                  | Эквадор                                        | 2:1                                            | —                                              | Товарищеский матч                              |
| 5                                              | 12 июля 2001                                   | Паскуаль Герреро, Кали                         | Парагвай                                       | 3:3                                            | —                                              | Кубок Америки 2001                             |
| 6                                              | 15 июля 2001                                   | Паскуаль Герреро, Кали                         | Бразилия                                       | 0:2                                            | —                                              | Кубок Америки 2001                             |
| 7                                              | 23 июля 2001                                   | Сентенарио, Армения                            | Колумбия                                       | 0:3                                            | —                                              | Кубок Америки 2001                             |
| 8                                              | 16 августа 2001                                | Эль Кампин, Богота                             | Колумбия                                       | 1:0                                            | —                                              | Отборочный турнир ЧМ 2002                      |
| 9                                              | 8 ноября 2001                                  | Монументаль, Буэнос-Айрес                      | Аргентина                                      | 0:2                                            | —                                              | Отборочный турнир ЧМ 2002                      |
| 10                                             | 14 ноября 2001                                 | Монументаль «У», Лима                          | Боливия                                        | 1:1                                            | —                                              | Отборочный турнир ЧМ 2002                      |
| 11                                             | 10 мая 2006                                    | им. Хейсли Кроуфорда, Порт-оф-Спейн            | Тринидад и Тобаго                              | 1:1                                            | —                                              | Товарищеский матч                              |
| 12                                             | 16 августа 2006                                | Национальный стадион, Лима                     | Панама                                         | 0:2                                            | —                                              | Товарищеский матч                              |
| 13                                             | 6 сентября 2006                                | Джайентс, Ист-Ратерфорд                        | Эквадор                                        | 1:1                                            | —                                              | Товарищеский матч                              |

Итого: 13 матчей / 0 голов; 11v11.com.

## Достижения

### Командные
«Альянса Лима»
- Чемпион Перу (1): 2006